# Onthophagus rufonotatus
Onthophagus rufonotatus là một loài bọ cánh cứng trong họ Bọ hung (Scarabaeidae).